# Andreas Hill
Andreas Hill (* 16. Oktober 1966) ist ein ehemaliger deutscher Fußballspieler auf der Position eines Mittelfeldspielers.
Er absolvierte unter anderem für die SG Wattenscheid 09 ein Spiel in der Fußball-Bundesliga.

## Leben
Hill stand in der Saison 1991/92 im Bundesliga-Kader der SG Wattenscheid 09. In der Fußball-Bundesliga belegte Wattenscheid in der Abschlusstabelle den 16. von 20 Tabellenplätzen und konnte sich somit knapp dem Abstieg entziehen und den Klassenerhalt vor den Stuttgarter Kickers, Hansa Rostock, dem MSV Duisburg und Fortuna Düsseldorf sichern. Andreas Hill konnte hierzu nicht viel beitragen, von 38 Ligaspielen wurde er nur in einem eingesetzt. Dies war am 10. Spieltag, dem 20. September 1991, bei der 1:2-Heimniederlage gegen den VfL Bochum. Im DFB-Pokal, an dem Wattenscheid in der Saison 1991/92 teilnahm, allerdings bereits in der 2. Runde durch eine 0:2-Niederlage bei Borussia Mönchengladbach nach nur einem Spiel ausschied, kam Hill zu keinem Einsatz.